# 倍儿喜欢你
《倍儿喜欢你》（英語：I Like You More），原名《大“剩”娶亲》，是2023年4月14日在中国大陆上映的爱情喜剧片，导演和编剧是郭大雷，主演贾冰、柳岩、杨新鸣、施予斐、于洋，讲述了宫保和范奎恩两人在失意后相遇的爱情故事。

## 演员
- 贾冰 出演 宫保
- 柳岩 出演 范奎恩
- 杨新鸣 出演 范玉舟
  -     - 冯雷 出演 年轻时的范玉舟
- 施予斐 出演 岳晓美
- 于洋 出演 超子，秘鸡店学徒
- 常远 出演 健身房推销员
- 魏翔 出演 魏沙倪，走穴明星
- 鄂靖文 出演 希子
- 潘斌龙 出演 沈大师，改车大师
- 曾黎 出演 秀芳
- 孙越 出演 瑜伽教练
- 修睿 出演 婚礼主持
- 刘天佐 出演 新郞
- 范湉湉 出演 新娘
- 喳喳 出演 李凯
- 高大博 出演 老莫
- 杨大鹏 出演 醉汉
- 马典滨 出演 岳瑟夫
- 林柒予
- 潘柚彤
- 蒋小涵 出演 服务员小毛

## 上映
2023年4月14日，该片在中国大陆上映。